# Panicum massaiense
Panicum massaiense är en gräsart som beskrevs av Otto Stapf. Panicum massaiense ingår i släktet vipphirser, och familjen gräs. Inga underarter finns listade i Catalogue of Life.